# Oxilus manzonii
Oxilus manzonii är en skalbaggsart som först beskrevs av Raffaello Gestro 1889.  Oxilus manzonii ingår i släktet Oxilus och familjen långhorningar. Inga underarter finns listade i Catalogue of Life.